# Dream Baby Dream
Singles de
Cheree
(1978) Surrender
(1988)
Dream Baby Dream est une chanson du  groupe de rock électronique et minimaliste américain, Suicide, écrite par ses deux membres Martin Rev et Alan Vega et produite par Ric Ocasek. Elle est sortie en single en 1979 chez Island Records.
La chanson a été reprise et remixée plusieurs fois, notamment par Bruce Springsteen, Neneh Cherry et The thing, Arcade Fire ou encore Four Tet.

## Version de Suicide

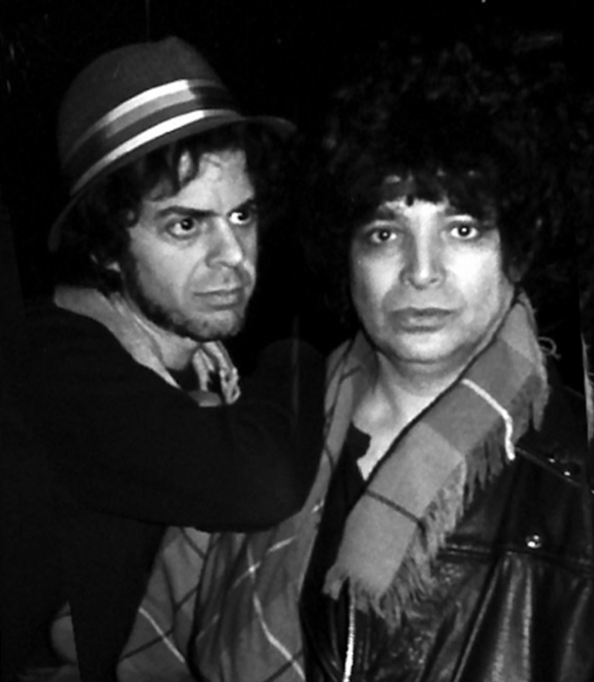
Martin Rev et Alan Vega du groupe Suicide.

Suicide sort le single Dream Baby Dream deux ans après son premier album Suicide qui comporte ce qui ressemble à une première version de la chanson : Keep Your Dreams.
Le morceau est construit sur une ligne de basse, trois accords joués au synthétiseur et une rythmique électronique soutenue. Alan Vega pose sa voix de crooneur, répétant inlassablement « Dream baby dream » entrecoupé d’encouragements comme « Keep those dreams burning » (laisse bruler ses rêves), « Those dreams keep you free » (ces rêves te maintiennent libre).
Face à l'intérêt des autres artistes pour le morceau, Alan Vega déclare en 2015 à Vice qu’il pense qu'il « va certainement devenir l'hymne national. »  

## Autres versions
La chanson a été reprise et remixée plusieurs fois, notamment par Bruce Springsteen, Neneh Cherry et The thing, Arcade Fire ou encore Four Tet. 
Le quotidien britannique The Guardian lui consacre un article en 2016 afin de tenter d’expliquer son succès auprès des autres artistes et si elle est joyeuse ou triste. La journaliste la décrit comme détachée du temps et de la pesanteur, ce qui lui permettrait de résister au poids des années. D’après Neneh Cherry, « certaines personnes la trouvent triste, d'autres sont infiniment heureuses et enchantée. [Elle] pense que c'est une de ces chansons qui ne partira jamais ».

### Luna
En 1993, le groupe New-yorkais Luna enregistre une version de Dream Baby Dream pour la compilation Your Invitation to Suicide sortie sur Munster Records l'année suivante. 

### Takkyu Ishino
En 1995, le musicien et producteur japonais Takkyu Ishino remixe Dream Baby Dream dans une version dub de 14 minutes. Le morceau apparaît sur son album Dove Loves Dub sorti en 1995 chez Sony Music Entertainment Japan.

### Bruce Springsteen

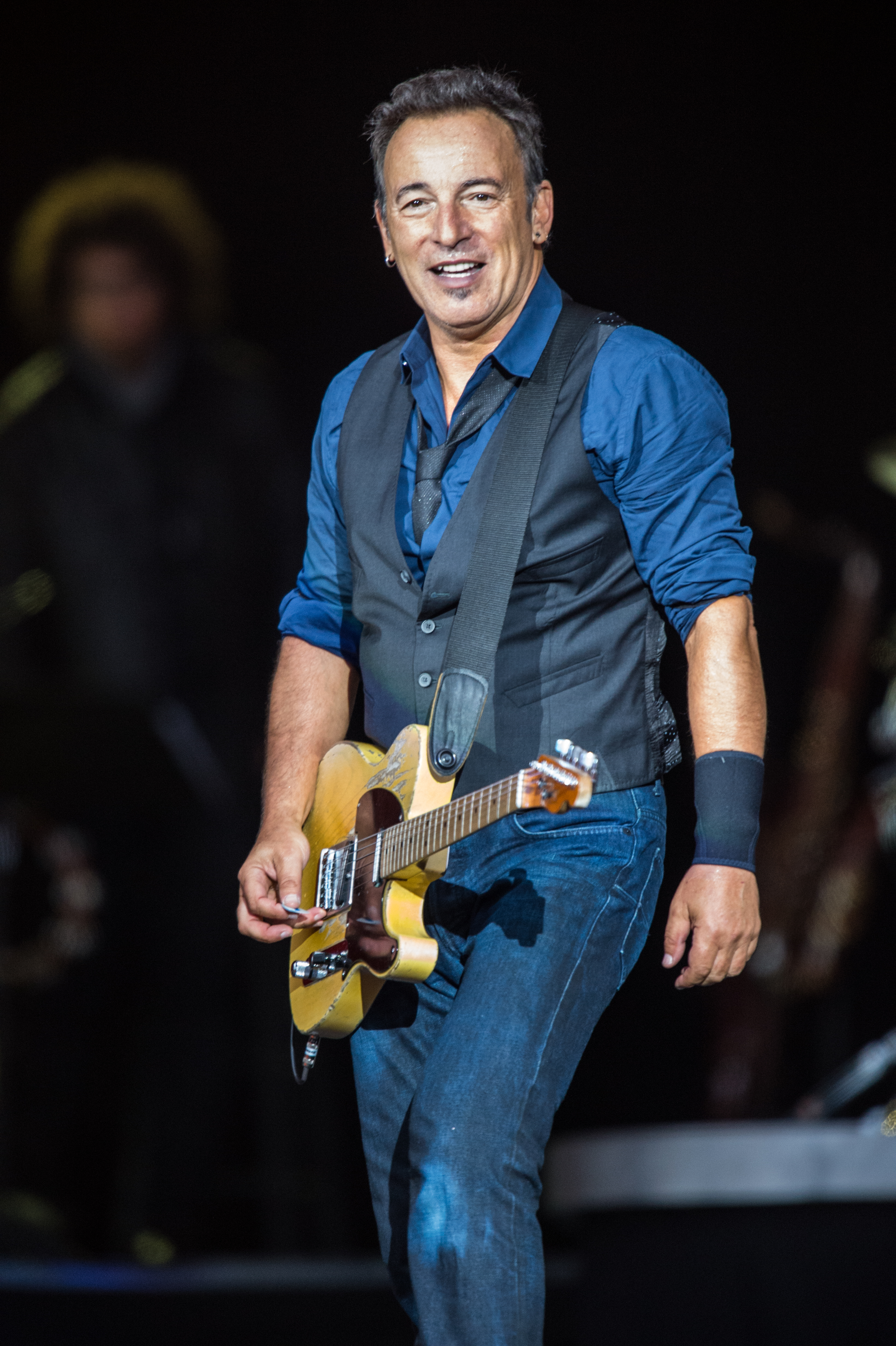
Bruce Springsteen

Bruce Springsteen reprend régulièrement le morceau en concert depuis 2005 et son Devils & Dust Tour. Il s’affranchit de l’aspect froid de l’original et en propose une version plus positive et sentimentale. 
Alan Vega déclare en 2005 à propos de la reprise du Boss : "Dieu merci, enfin quelqu'un en a fait sa version. Il l'a faite à sa façon, et d’une façon si géniale, que je vais devoir la chanter comme ça, ou ne plus la chanter du tout."
La version live, jouée à l'harmonium est intégrée en 2008 au coffret Alan Vega 70th Birthday Limited Edition EP Series sorti à l’occasion des 70 ans du chanteur. Bruce Springsteen en enregistre une version studio pour son album High Hopes publié en 2014,. 

### Neneh Cherry and The Thing / Remixe de Four Tet

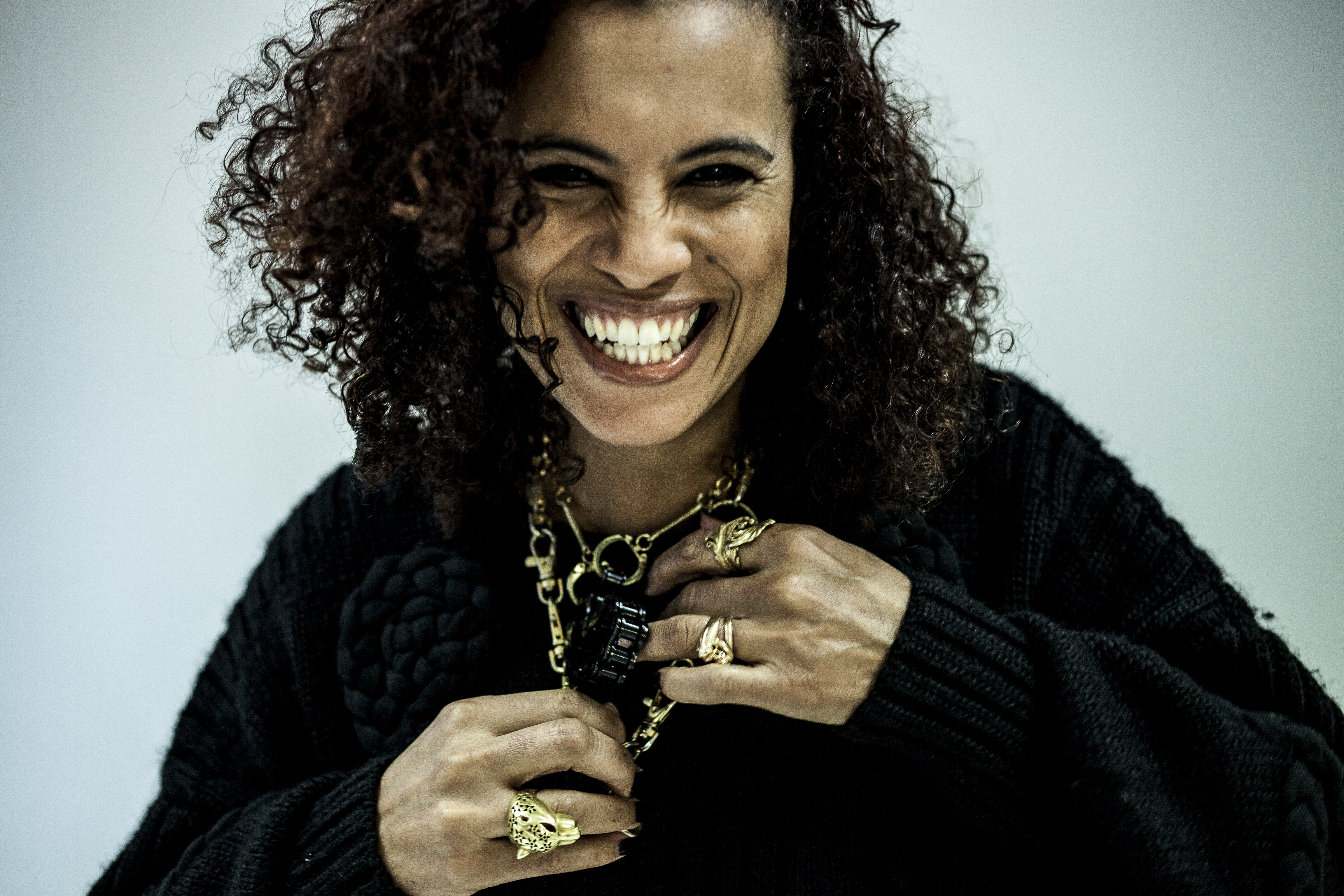
Neneh Cherry en 2012.

En 2012, Neneh Cherry et le trio scandinave de jazz expérimental The thing sortent l’album The Cherry thing qui comporte plusieurs reprises dont une de Dream Baby Dream. Le morceau, qui s’étale librement sur plus de huit minutes est repris par le groupe sur scène lors de ses tournées.
The Cherry thing est doublé d’un album de remixes dans lequel Dream Baby Dream est remixée brillamment par Four Tet.

### Arcade Fire / Win Butler
Arcade Fire reprend le morceau en concert depuis plusieurs années, notamment avec David Byrne des Talking Heads au chant en 2014 au Barclays Center de Brooklyn.
À la mort d’Alan Vega en 2016, Win Butler du groupe Arcade Fire partage sur son compte SoundCloud DJ Windows 98 une reprise solo sous le titre K33p Ur Dr34ms. Le morceau disparaît ensuite rapidement de son compte.

### Savages
En mai 2014, le groupe de post-punk britannique Savages sort une version live de Dream Baby Dream sur la face b du single Fuckers. Les deux morceaux sont enregistrés en concert au Forum de Londres en novembre 2013.

### El Perro del Mar
En 2016, la chanteuse suédoise El Perro Del Mar enregistre une version de Dream Baby Dream pour une campagne publicitaire d’Ikea pour une nouvelle série de lits. Le morceau est enregistré et produit par Petter Winnberg. Le film est réalisé par Gustav Johansson.

### Autres reprises en live
En 2013, Robert del Naja du groupe Massive Attack et Adam Curtis intègrent Dream Baby Dream à une performance qui combine musique live, cinéma et journalisme créée pour le Manchester International Festival.
Le 16 juillet 2016, le groupe Pearl Jam reprend la chanson sur la scène du festival de Pemberton au Canada en hommage à Alan Vega mort le jour même. 
En 2019, Glen Hansard joue Dream Baby Dream durant sa tournée européenne. 

## Utilisation dans des films
La chanson est utilisée dans le documentaire de la BBC, HyperNormalisation, réalisé en 2016 par Adam Curtis. On l’entend en fond sonore lors d'un montage où des gratte-ciel explosent.
L’année suivante, c’est Andrea Arnold qui emprunte la version de Bruce Springsteen pour son road movie American Honey. La même année, elle est utilisée dans Woodshock avec Kirsten Dunst. 
En 2024, la chanson est utilisée dans le film Civil War réalisé par Alex Garland.

## Classements
Si le single n’a pas rencontré de succès commercial, il apparaît dans plusieurs classements de magazines britanniques et américains influents.
- 100 meilleurs singles de tous les temps de Sounds en 1985 (76e position)[20]
- 100 meilleurs singles de l’ère post-punk d’Uncut en 2001 (42e position)[20]
- Les 1001 meilleures chansons de l’histoire de Q en 2003 (901e position)[21]
- The Pitchfork 500 (en) : 1977-1979 en 2008
- Les 200 meilleures chansons des années 70 de Pitchfork en 2016 (37e position)[22]